# بیس (۲-اتیل‌هگزیل) فتالات
بیس(۲-اتیل‌هگزیل) فتالات (به انگلیسی: Bis(2-ethylhexyl) phthalate) با فرمول شیمیایی C۲۴H۳۸O۴ یک ترکیب شیمیایی است. که جرم مولی آن ۳۹۰٫۵۶ g/mol می‌باشد. 